# ペスト・アッラ・ジェノヴェーゼ

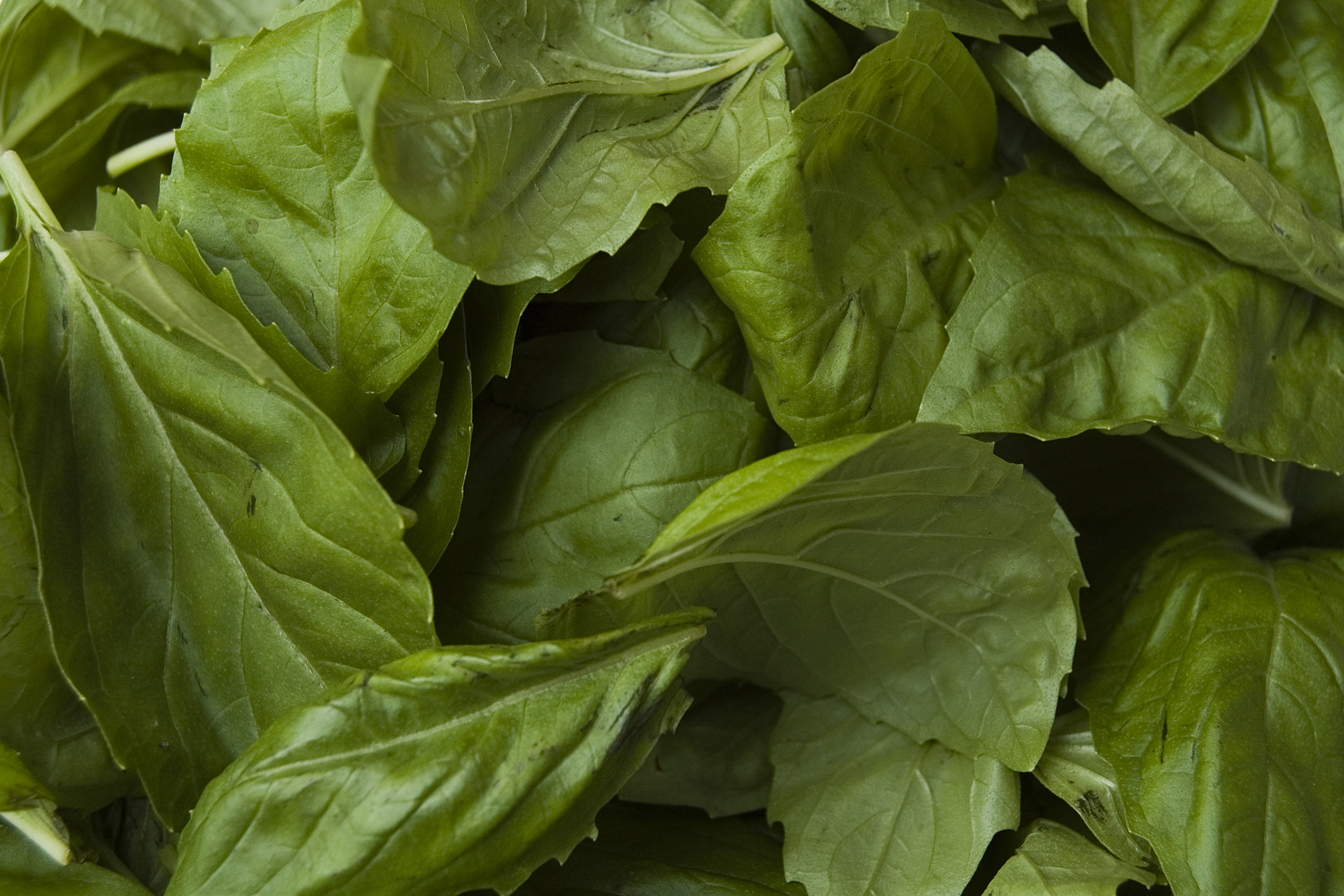
ペストの原料であるバジリコの葉

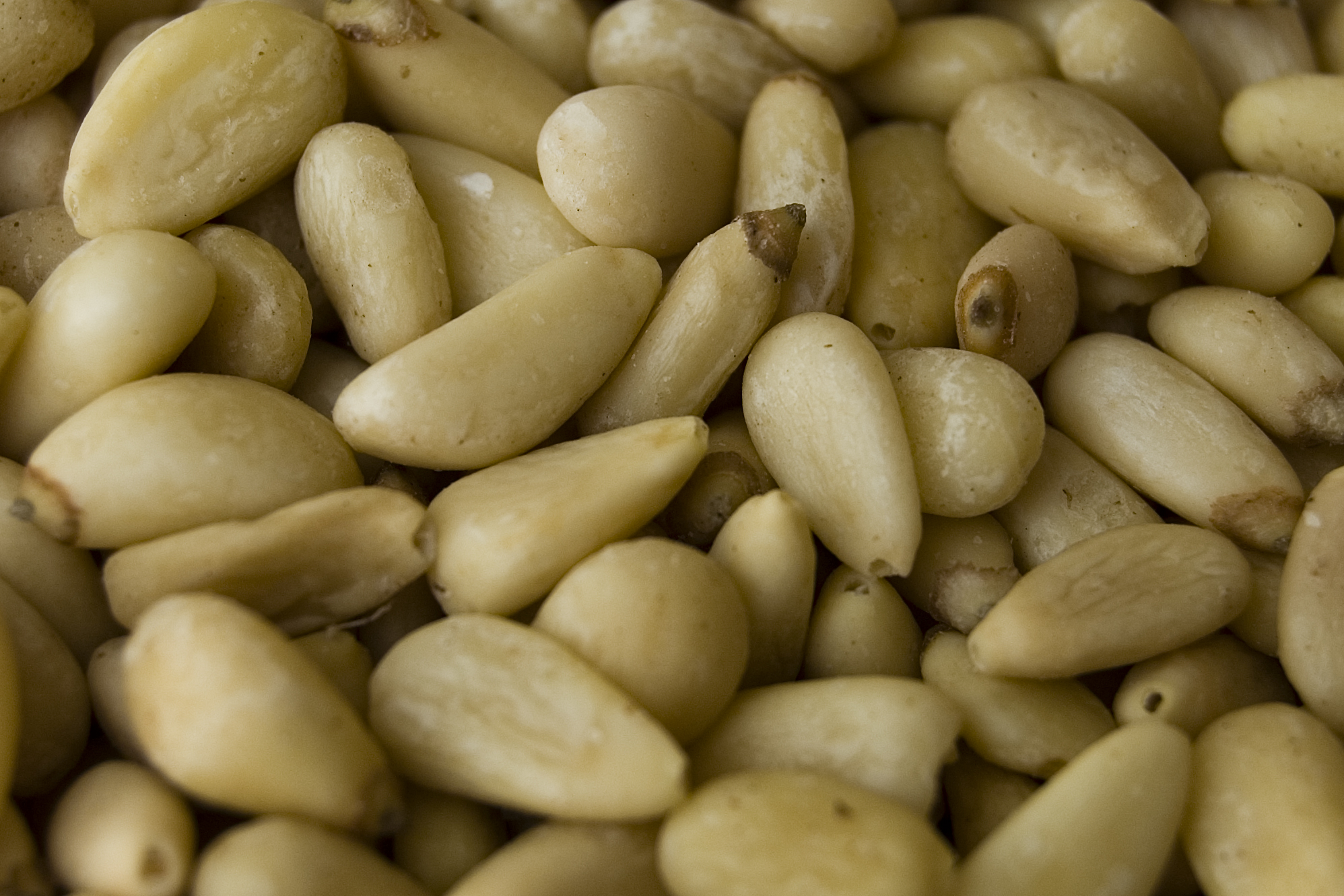
松の実

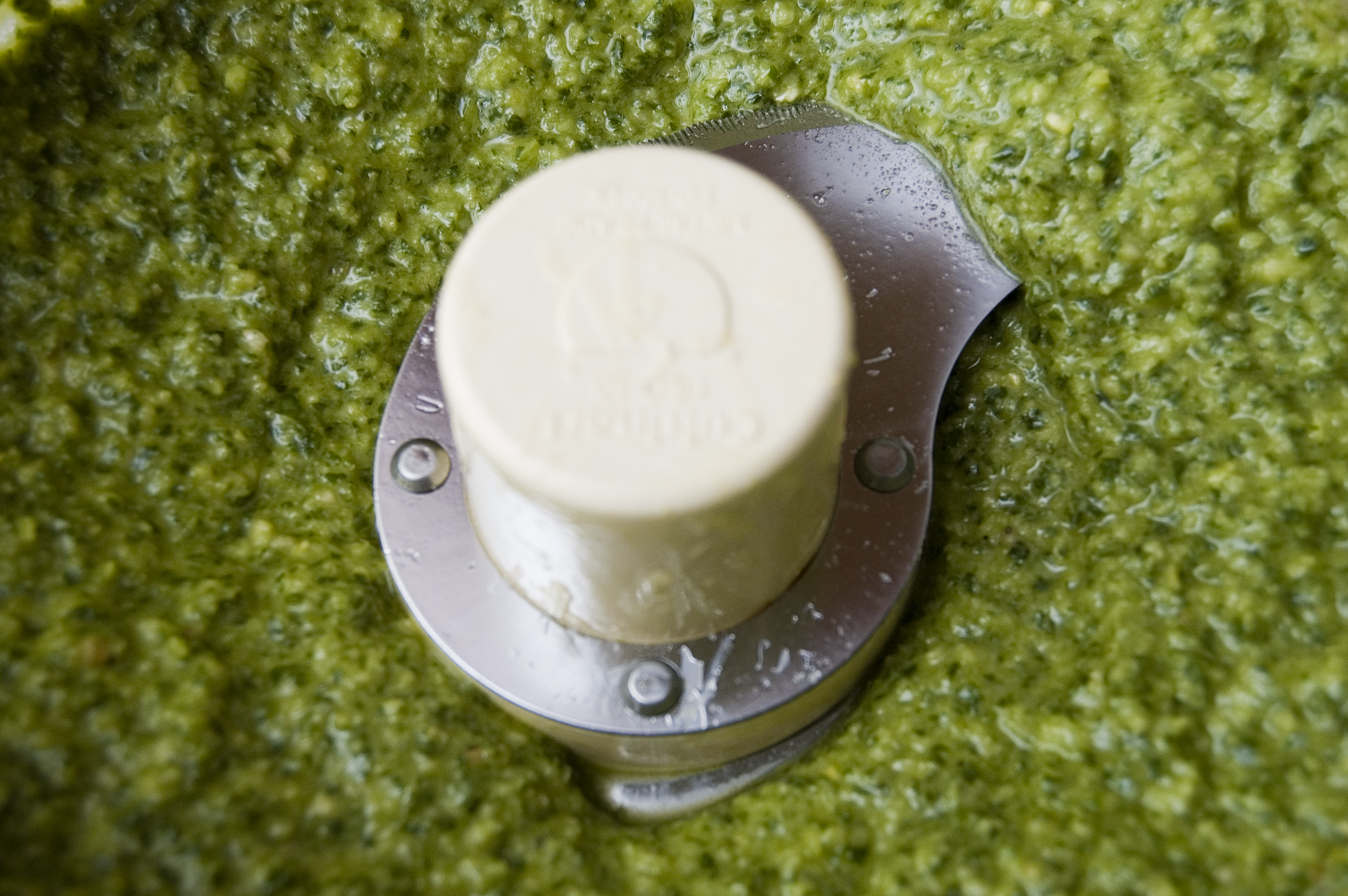
すり潰して出来たペスト（緑色）

ペスト・アッラ・ジェノヴェーゼ（伊: pesto alla genovese、pesto、pesto genovese）は、イタリア・リグーリア地方起源とする調味料の一種である。主な材料はバジリコ（Ocymum basilicum。ジェノヴァ方言でu' baxeicou）である。

## 概要
ペストはバジリコやチーズ、松の実等を粉砕しオリーブ・オイルを加えて塩気を整えた、オイルソースの一種である。Pestoの語は本来「砕いたもの」を意味するイタリア語で、材料をすべて顆粒状に粉砕することに由来する。ペストの最初の調理法は9世紀にまで遡るとされる。伝統的に、ジェノヴァのプラー地区で栽培されたバジリコの葉を使用したものが最高品質のペストとされている。
フランスのプロヴァンス地方の調味料であるピストゥ（仏: pistou）と関係が深い。ペルーでは、イタリアからの移民の影響で、ペストと似た緑のソースをからめたスパゲッティ料理の「タジャリン・ベルデ」（tallarin verde）が作られている。

## ペスト・ジェノヴェーゼ
ペストはリグーリア地方全体で使われる調味料だが、原産地名称保護制度で保護された「ペスト・ジェノヴェーゼ」（ジェノヴァのペスト）が特に有名である。牛肉とタマネギをベースとしたソースであるスーゴ・アッラ・ジェノヴェーゼと混同しやすいが、ペスト自体が一般名詞であり、「ジェノヴェーゼ」と表記されなくてもバジリコを粉砕したソースを指す。また、「スパゲティ・アッラ・ジェノヴェーゼ」と表記されたものは、スーゴ・アッラ・ジェノヴェーゼを和えたスパゲティを指しており、ペストを和えたスパゲティではない。
リグーリア地方以外では、基本的な成分であるエクストラ・バージン・オリーブ・オイルが他の植物油に代替されたり、本来入れない砂糖やクエン酸を加えたり、松の実の代わりにアーモンドやカシューナッツなどのナッツ類に代替することがあり、風味が大きく変わる。

### 本来の調理法
ニンニクひとかけと松の実一握りをつぶし、エクストラ・バージン・オリーブ・オイルとバジリコの葉を小束で10束、荒塩少々、50gのパルミジャーノと50gのペコリーノ・サルドを加えてすりつぶし、濃く暗い緑色のペースト状になるまで少しずつエクストラ・バージン・オリーブ・オイルを加える。保存する場合は、ペストを薄いオイルの層で覆いガラス容器に移す必要がある。

## ペストの作り方

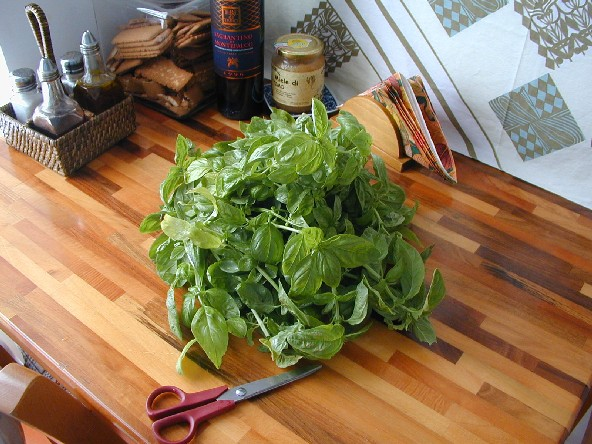
バジリコ
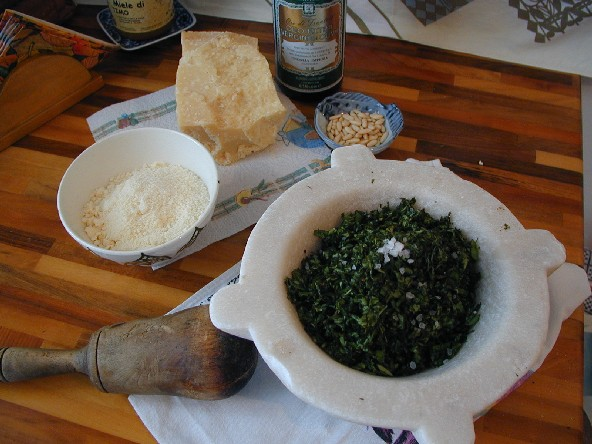
荒塩を加える
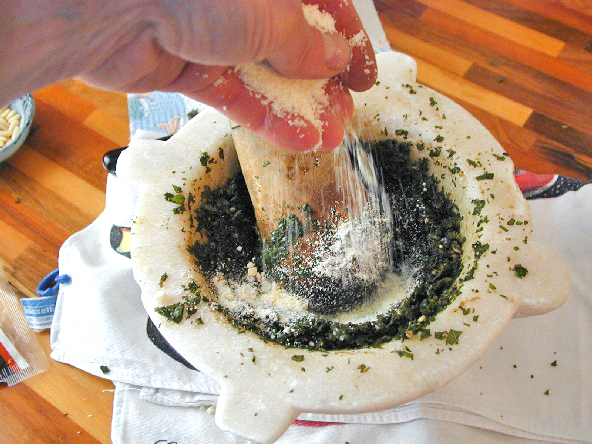
チーズを加える
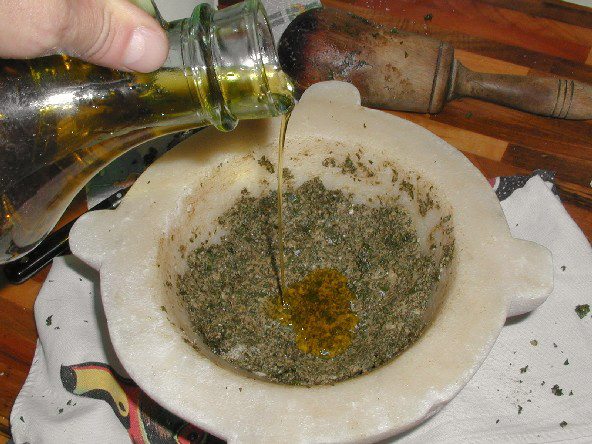
オイルを加える
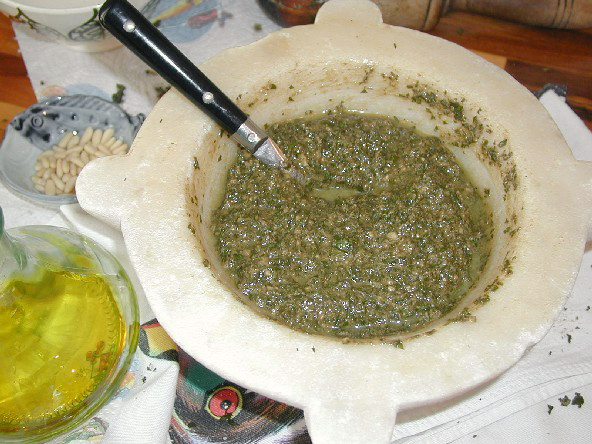
完成したペスト

## 代表的な利用法

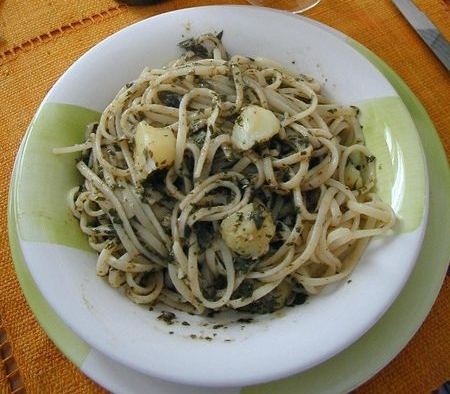
トレネッテ・アル・ペストのジャガイモとサヤインゲン添え
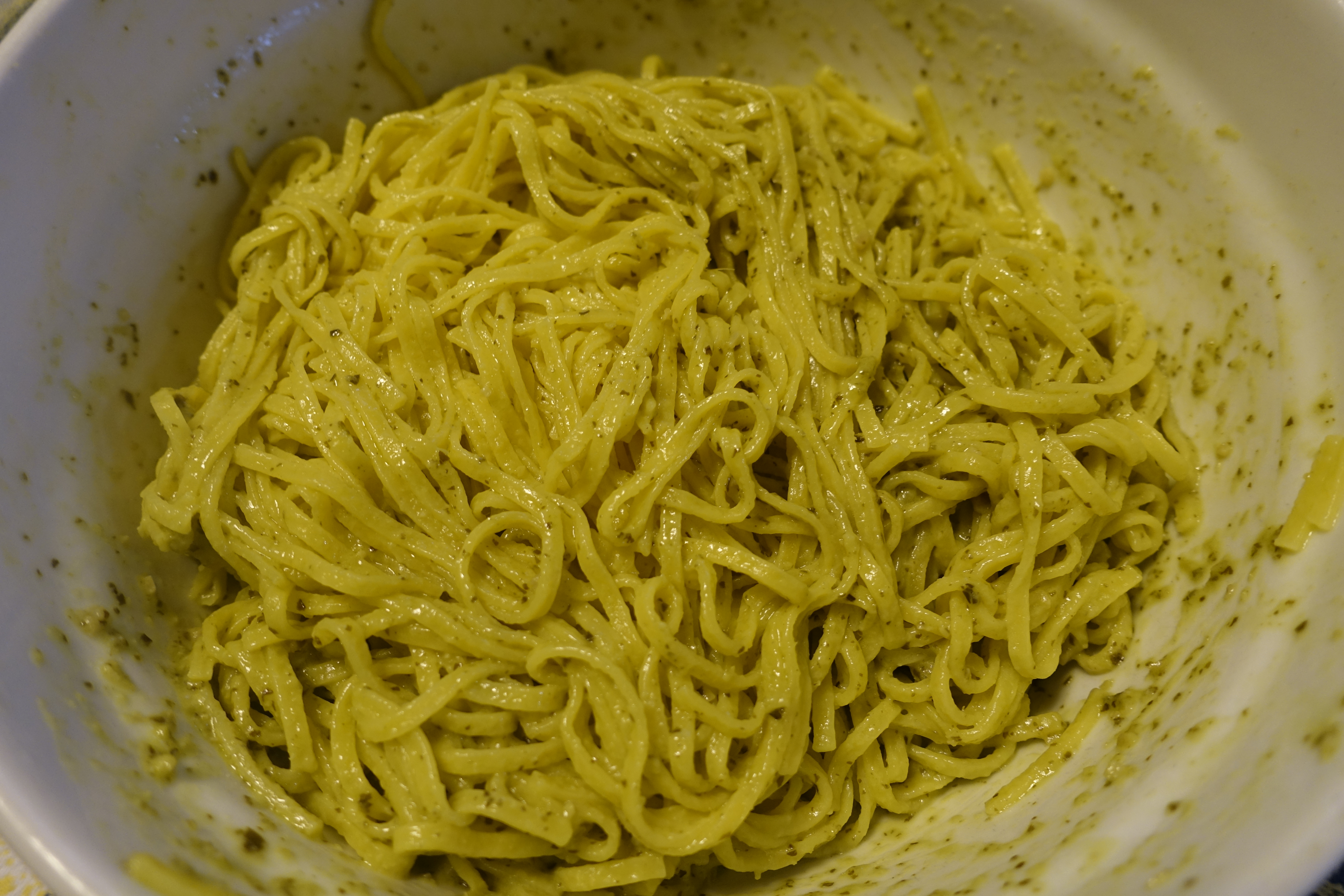
キタッリーネ・アル・ペスト

## 日本

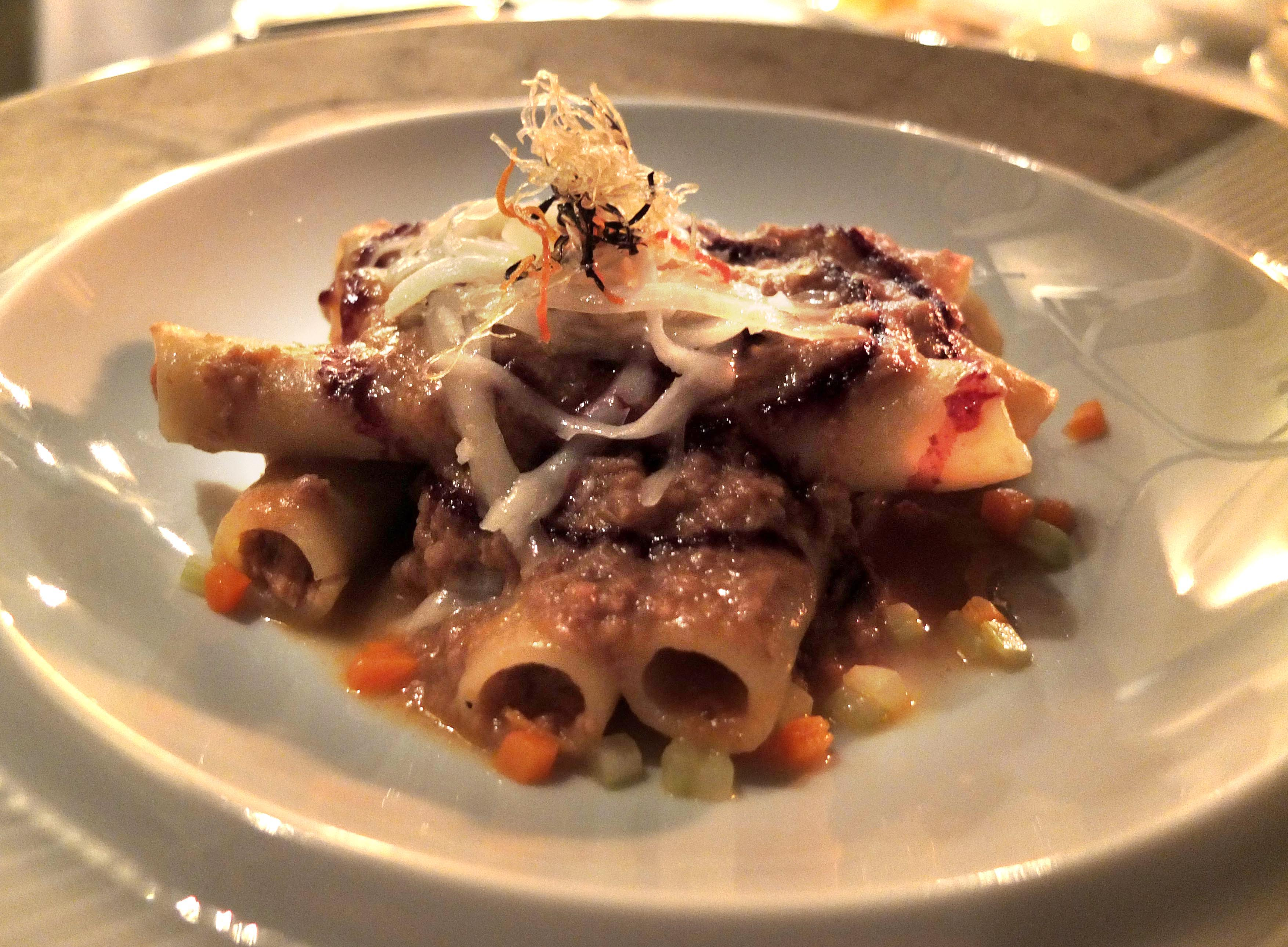
ジェノヴェーゼソースがかかったパスタ

日本では、緑色の「ペスト・ジェノヴェーゼ」がジェノヴェーゼソースを指すが、イタリアでは牛肉と玉ねぎを炒めたスーゴ・アッラ・ジェノヴェーゼを指す。
- Pasta al pesto genovese - ＝ペスト・ジェノヴェーゼのパスタ（緑色のパスタ）
- Pasta alla genovese - ジェノベーゼ・パスタ（茶色のパスタ、スーゴ・アッラ・ジェノヴェーゼ）